# Вітковський Олександр Савич
Олександр Вітковський (6 лютого 1886, м. Ямпіль Подільської губернії, нині Вінницька область – після 1945, СРСР) – громадський діяч у Харбіні (Маньчжурія). 

## Життєпис
Закінчив будівництво відділення Томського технологічного інституту (1912). 
Працював на Східно-китайських, а згодом – Уссурійських залізницях (1912–14). 
У 1915–17 після закінчення школи прапорщиків у Києві перебував на Південно-Західних та Румунських фронтах у складі залізничних військ, нагороджений двома бойовими орденами. 
Від 1919 – на службі в Подільських військах інженерного управління Армії УНР. 
Від 1920 – керівник Польового управління залізниць України. 
1920–32 – на еміграції у Польщі, де займався приватними будівничими підрядами та працював на будівництві залізниці. 
1932–36 – у Шанхаї (Китай), де працював керівником деревообробного заводу, від 1933 – чл. управи Шанхайської української громади. 1936 приїхав до Харбіна, де одержав контракти на будівництво, згодом став власником будівничої фірми. Був одним з ініціаторів створення у Харбіні товариства «Прометей». Підтримував контакти з українською еміграцією в Європі, прихильно ставився до екзильного уряду УНР, листувався з президентом УНР А. Лівицьким. 
1940 і 1943–45 – голова Української національної колонії у Харбіні. Заарештований 1945 року після окупації Маньчжурії радянськими військами та вивезений до СРСР, де, ймовірно, загинув у сталінських таборах.